# Варниші
Варниші (рос. Варныши) — присілок Велізького району Смоленської області Росії. Входить до складу Сітьковського сільського поселення.
Населення — 1 особа (2007 рік).